# Bryan Roy
Bryan Edward Steven Roy (Amsterdã, 12 de fevereiro de 1970) é um treinador e ex-futebolista neerlandês que atuava como ponta-direita.

## Carreira de jogador
Depois de passar pelas categorias de base de Vlug & Vaardig e Blauw-Wit Amsterdam, Roy chegou ao Ajax em 1987, sendo alçado a titular pelo técnico Johan Cruijff e eleito revelação do futebol neerlandês no mesmo ano. Pelos Godenzonen, foram 126 jogos e 17 gols marcados, além de ter vencido a Eredivisie de 1989–90 e a Copa da UEFA de 1991–92. Após perder espaço para Marc Overmars, foi contratado pelo Foggia em novembro de 1992.
Após 2 temporadas com os Satanelli, foi contratado pelo Nottingham Forest, que pagou 2,5 milhões de libras para contar com o jogador. Formando dupla de ataque com Stan Collymore, ajudou o Forest a terminar em terceiro lugar e garantir uma vaga na Copa da UEFA (atual Liga Europa), na primeira classificação do time para uma competição europeia após a tragédia de Heysel. Prejudicado por lesões em sua última temporada no Forest, Roy decidiu deixar o futebol inglês em 1997, alegando que havia "feito o suficiente"
Jogou ainda 3 temporadas pelo Hertha Berlim antes de voltar aos Países Baixos em 2001 para atuar no NAC Breda, onde encerraria a carreira pela primeira vez aos 31 anos. Voltou aos gramados em 2004 para atuar no Workington, equipe da Northern Premier League inglesa. Com a camisa dos Reds, Roy disputou 9 partidas e marcou 2 gols antes de sua aposentadoria definitiva dos gramados, aos 34 anos.

## Seleção
Roy estreou pela Seleção Neerlandesa em setembro de 1989, num amistoso contra a Dinamarca. Integrou o elenco da Oranje nas Copas do Mundo de 1990 (não jogou) e 1994, onde jogaria apenas uma partida como titular, contra a Bélgica, saindo do banco de reservas nas partidas contra Marrocos (tendo marcado um gol na vitória por 2 a 1), Arábia Saudita e Brasil. Ele também participou de 4 jogos da Eurocopa de 1992.
O último dos 32 jogos do ponta pela Seleção foi em março de 1995, na vitória por 4 a 0 sobre Malta, pelas eliminatórias da Eurocopa de 1996.

## Carreira de treinador
Pouco depois de encerrar a carreira de jogador pela primeira vez, Roy se tornou treinador das categorias de base do seu primeiro clube, o Ajax, chegando a exercer a função paralelamente enquanto defendia o Workington em 2004. Entre 2010 e 2015, comandou o Ajax B (atual Jong Ajax).

## Vida pessoal
Roy chegou a criar um negócio de venda de bonecos 3D de jogadores de futebol em 2005, que durou apenas um ano.
Entre 2020 e 2021, enfrentou problemas com a justiça dos Países Baixos, principalmente ao espalhar teorias da conspiração sobre a pandemia de COVID-19 em sua conta no Twitter e também ameaçou o jornalista Chris Klomp, que criticou a disseminação de notícias falsas sobre a doença. O ex-jogador ainda respondou um tweet sobre o primeiro-ministro Mark Rutte e afirmou que o político seria morto com um tiro na cabeça. Condenado a realizar 80 horas de serviços comunitários, Roy não cumpriu a sentença e chegou a ser preso por 40 dias.

## Palmarés

### Campeonatos nacionais
| Título     | Clube          | País          | Ano  |
| ---------- | -------------- | ------------- | ---- |
| Eredivisie | Ajax Amsterdam | Países Baixos | 1990 |

### Copas internacionais
| Título       | Clube          | País          | Ano  |
| ------------ | -------------- | ------------- | ---- |
| Copa da UEFA | Ajax Amsterdam | Países Baixos | 1992 |

### Distinções individuais
| Distinção                        | Ano  |
| -------------------------------- | ---- |
| Talento do ano nos Países Baixos | 1987 |